# Mitsuru Nagata
Mitsuru Nagata (Prefectura de Shizuoka, Japó, 6 d'abril de 1983) és un futbolista japonès.

## Selecció japonesa
Mitsuru Nagata va disputar 2 partits amb la selecció japonesa.